# بابا علي (صالح أباد)
بابا علي (بالفارسية: باباعلی) هي قرية تقع في إيران في Salehabad Rural District. يقدر عدد سكانها بـ 418 نسمة بحسب إحصاء 2016.